# Kaak (Lübeck)

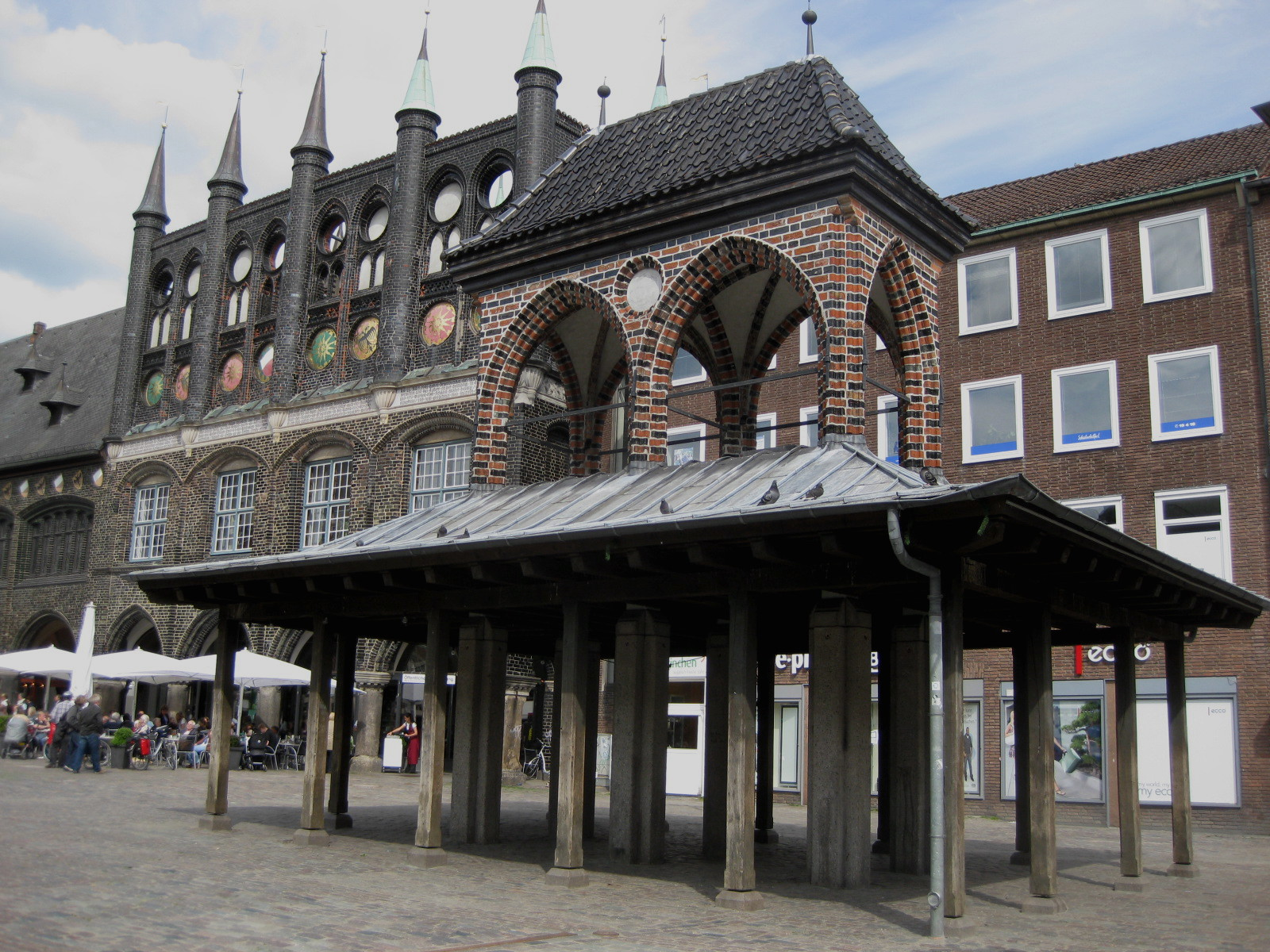
Der Kaak 2010, im Hintergrund links ein Flügel des
Lübecker Rathauses, rechts Nachkriegsbebauung zwischen Markt und Breiter Straße

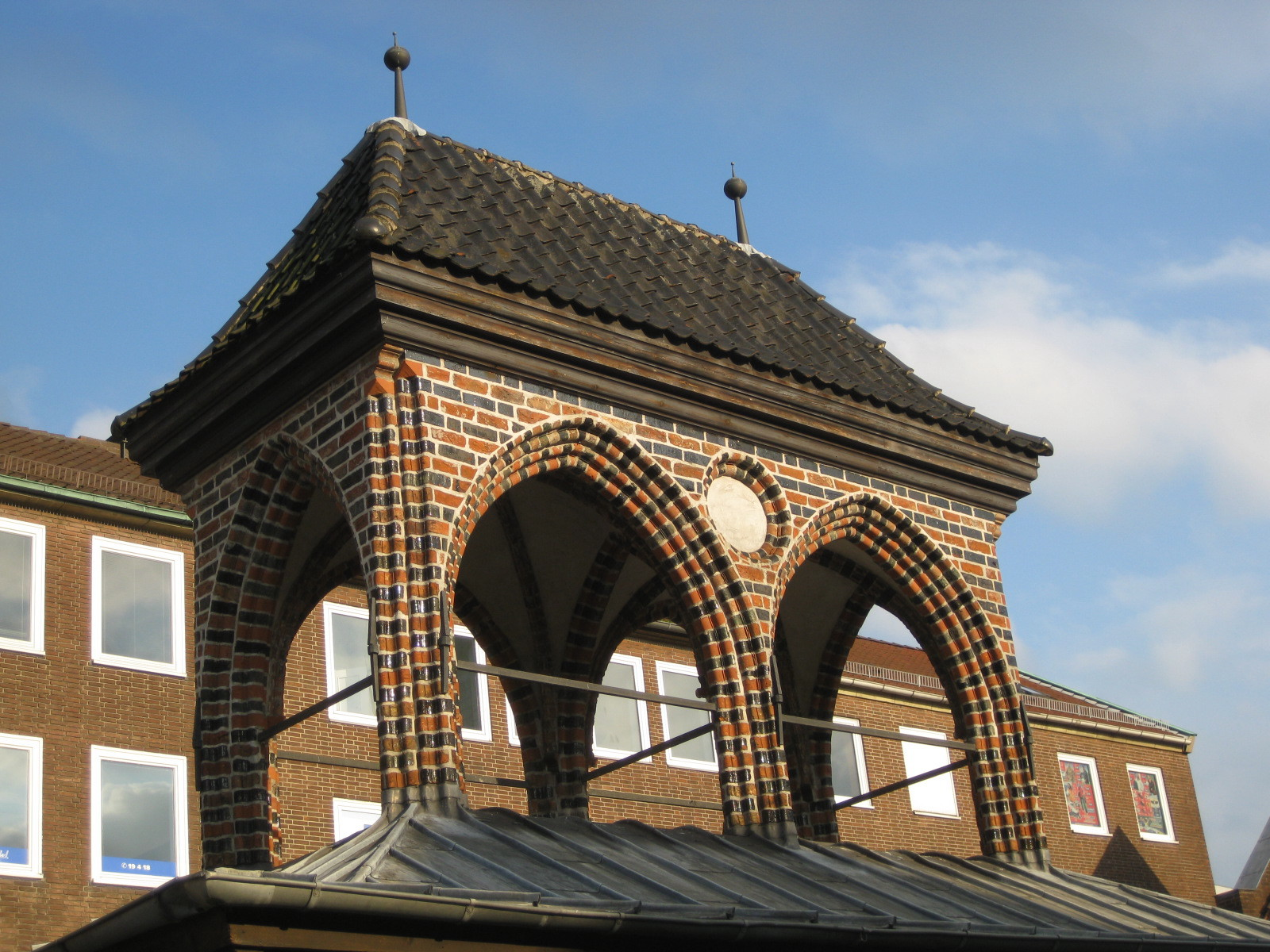
Der Finkenbauer, das Obergeschoss des Kaaks, wurde 1986 aus der gotischen Bausubstanz wiederaufgebaut

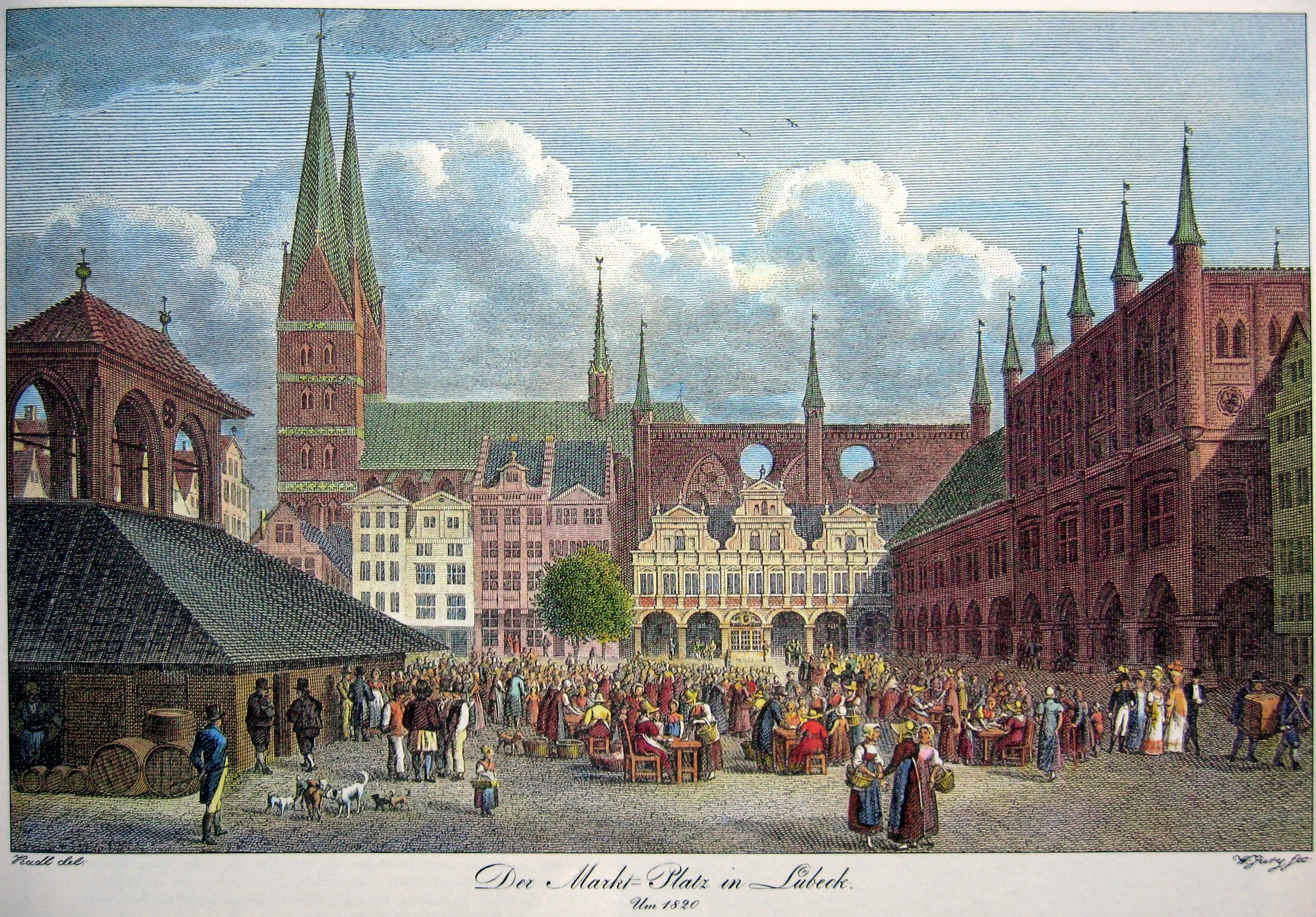
Künstlerische Darstellung des Markts mit Kaak um 1820, im Hintergrund St. Marien, rechts das Rathaus

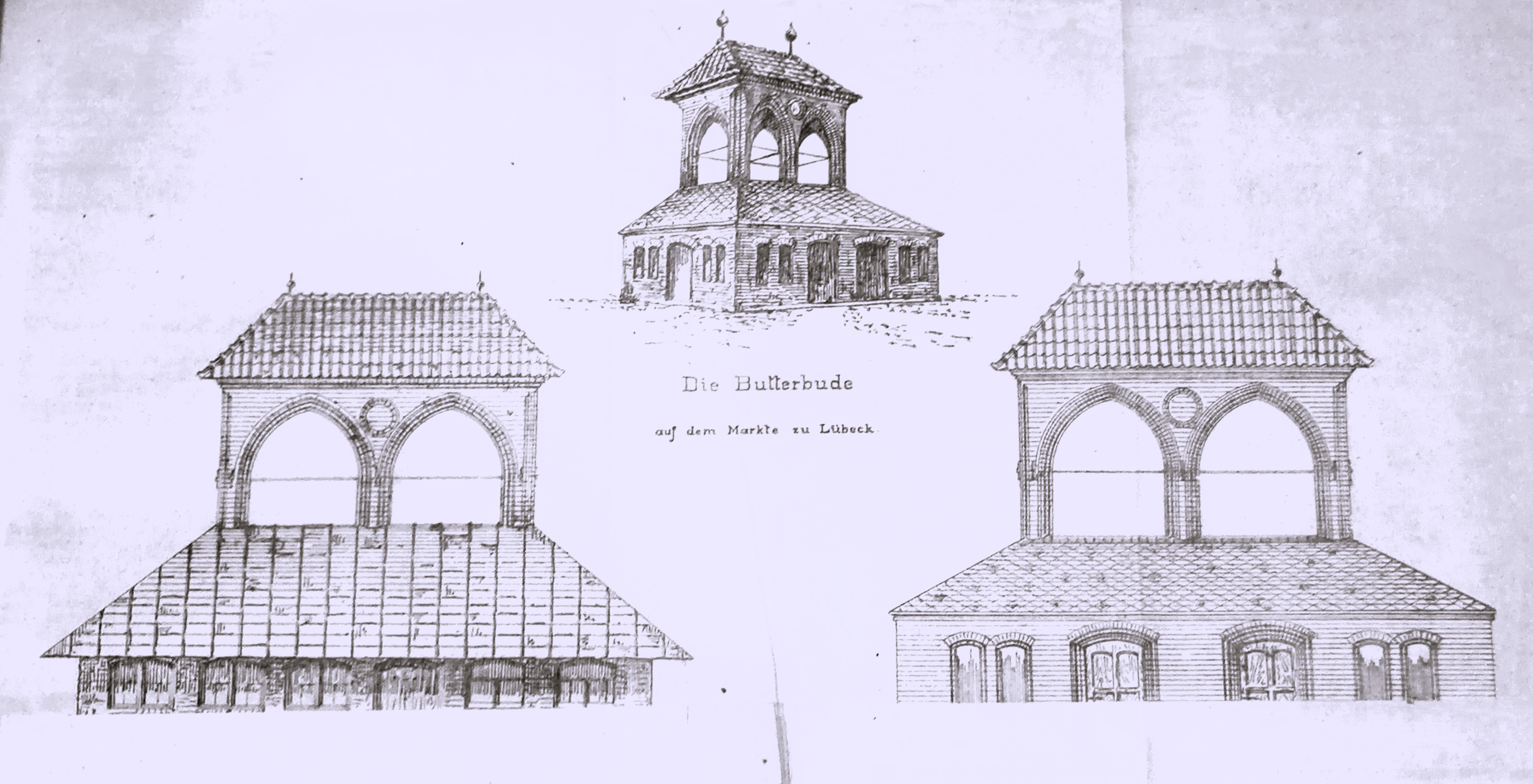
Die Butterbude. (1870)

Der Kaak (niederdeutsch) war der Pranger in der Hansestadt Lübeck. Als Kaak wurden seit dem 13. Jahrhundert Bauwerke auf dem Lübecker Markt bezeichnet. Heute wird darunter in Lübeck ein Bau mit Teilen gotischen Ursprungs verstanden.

## Geschichte
Der erste Kaak wurde 1294 erstmals erwähnt. Er stand auf der Westseite des Markts. 1465 wurde er umgesetzt, indem er als Obergeschoss (auch als Finkenbauer bezeichnet) auf eine unterkellerte Butterbude gesetzt wurde, in der sich zwölf Verkaufsstände für Butter befanden.
1579 wurde zusätzlich ein neuer Kaak nördlich des ersten errichtet. Er bestand aus einer Säule, auf der sich eine bekrönte Figur befand, und stand auf einer sechseckigen Plattform. In der Lübecker Franzosenzeit wurde die französische Gerichtsbarkeit eingeführt; der Pranger verlor seine Funktion und wurde 1811 abgebrochen.
Die Butterbude mit dem Kaak des 15. Jahrhunderts wurde bis 1784 für den Verkauf von Butter genutzt. Die Butterbude wurde mehrfach umgebaut, der Kaak als Obergeschoss blieb unverändert.
1870 befand der Bürgerausschuss, man habe „doch schon alterthümliches Steingerümpel  zur Genüge“ in der Stadt und forderte den Abriss des Kaaks. Dazu kam es nicht. Fotos aus den 1920er Jahren zeigen ein geschlossenes Backsteingebäude mit schrägem Ziegeldach und Fenstern in gotisch anmutender Form.
Während der Luftangriff auf Lübeck am Palmsonntag 1942 weite Bereiche der Innenstadt mit historischer Bausubstanz zerstörte, blieb der Kaak erhalten. In den Nachkriegsjahren war ein Reisebüro darin untergebracht.
Beim Wiederaufbau Lübecks in den 1950er Jahren wurde der Kohlmarkt zu Lasten des Markts am Rathaus um zwölf Meter verbreitert. Dafür wurde der Kaak 1952 auf Beschluss der Bürgerschaft abgetragen; die Bauteile wurden eingelagert.
In den 1970er Jahren gab es erste Vorschläge für den Wiederaufbau des Kaaks.
Der Verein „Wiederaufbau des Lübecker Kaaks“ wurde gegründet, der sich eine „anspruchsvolle Stehbierhalle“ oder eine „historische Bratwurstbude“ als Nutzung vorstellte. Für den Wiederaufbau wurden 200.000 Mark an Spenden gesammelt, 80.000 Mark kamen aus öffentlichen Mitteln hinzu.
1986/1987 wurde der Kaak unter Verwendung der gotischen Bauteile nördlich des letzten Standorts neu errichtet. Dabei wurde der Finkenbauer auf eine offene Halle aus sechs Beton- und 16 Holzständern gesetzt. Das Obergeschoss erhielt ein Metalldach, der Finkenbauer wurde mit Ziegeln gedeckt. Im Mai 1987 wurde der Kaak offiziell an die Stadt übergeben.
2002 beabsichtigte die Stadt Lübeck, den Kaak für eine gastronomische Nutzung als Café oder Bistro mit Glaswänden zu versehen. Sie fand jedoch keinen geeigneten Betreiber und gab den Plan 2003 auf.
Der Kaak  wird an Markttagen als Verkaufsstand für Obst und Gemüse genutzt; während des Weihnachtsmarkts befinden sich Punschstände darin.